# Санту-Изидру-де-Пегойнш
Санту-Изидру-де-Пегойнш (порт. Santo Isidro de Pegões) — район (фрегезия) в Португалии, входит в округ Сетубал. Является составной частью муниципалитета Монтижу. Находится в составе крупной городской агломерации Большой Лиссабон. По старому административному делению входил в провинцию Эштремадура. Входит в экономико-статистический субрегион Полуостров Сетубал, который входит в Лиссабонский регион. Население составляет 1454 человека на 2001 год. Занимает площадь 55,33 км².